# Vandringsord
Ett vandringsord är inom historisk lingvistik ett lånord som spridits till många språk genom handel och liknande kontakter så att dess ursprung är svårt att avgöra. Exempel på paneuropeiska vandringsord är vin, mynta och kummin. 
För besläktade språk, till exempel germanska språk, kan det ibland vara svårt att avgöra om ett gemensamt ord är ett arvord från urspråket eller ett vandringsord från senare tid, vilket har betydelse för teorier om var och när urspråket talats.